# 232 AT PLM 1 à 50
Les 232 AT PLM 1 à 50 sont des machines tender de banlieue du PLM capables de circuler dans les deux sens et exploitées par la SNCF. Elles sont construites à 50 exemplaires entre 1913 et 1914 et portent les numéros 5301 à 5350. 
En 1924, elles sont numérotées de 232 AT 1 à 232 AT 50. 
En 1938, le 1er janvier, lors de la création de la SNCF, elles sont immatriculées  5-232 TA 1 à 5-232 TA 50. 
En 1950, toutes les locomotives de cette série ont été retirées de la circulation.

## La construction
Les machines sont construites par les firmes suivantes :
- 5301-5320 : Société anonyme des usines métallurgiques du Hainaut, à Couillet (Belgique), courant 1914
- 5321-5335 : Société Anonyme des Chantiers de la Loire, courant 1913
- 5336-5350 : SFCM Cail, à Denain, courant 1913

Les machines 5336 à 5350 sont livrées équipées d'un système de surchauffe.

## Caractéristiques
- Longueur : 15,85 m
- Poids à vide : 76,5 t
- Poids en charge : 95 t
- Timbre : 16 kg
- Surface de grille : 2,48 m2
- Surface de chauffe : 189,5 m2
- Surface de surchauffe : 52,8 m2
- Diamètre des roues motrices : 1 650 mm
- Diamètre des roues de bogies : 1 000 mm
- Dimensions des cylindres haute pression, alésage x course : 355 x 650 mm
- Dimensions des cylindres basse pression, alésage x course : 565 x 650 mm
- Vitesse Maximale : 95 km/h